# Центральное телевидение Китая

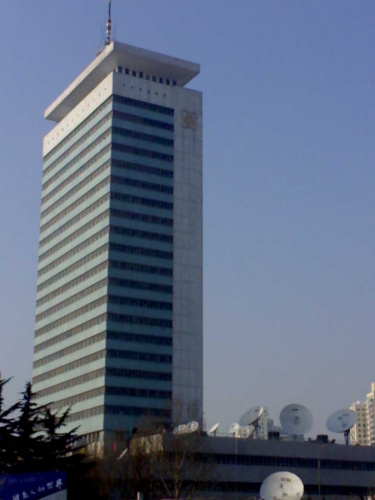
Старая штаб-квартира CCTV

Центральное телевидение Китая (англ. China Central Television, англ. Chinese Central Television, сокращается как CCTV; кит. трад. 中國中央電視臺, упр. 中国中央电视台, пиньинь Zhōngguó Zhōngyāng Diànshìtái, палл. Чжунго чжунъян дяньшитай) — основной телевещатель на территории материкового Китая.

## История

### 1958—1995 годы
Первый эфир CCTV состоялся 2 сентября 1958 года под названием Телевидение Пекина, после экспериментального вещания — с 1 мая 1958 года. В период культурной революции не вещал. В 1973 году была запущена II программа. Название было изменено на CCTV 1 мая 1978 года. 1 января 1986 года была запущена III программа. 1 октября 1992 года через спутниковое телевидение в направлении всего зарубежья была запущена IV (Международная) программа. В 1994 году через кабельное телевидение были запущены V, VI, VII и VIII программы.

### С 1995 года
В 1995 году телеканалы были переименованы в CCTV News and Comprehersion Channel, CCTV Economic and Comprehersion Channel, CCTV Opera and Music Channel, CCTV International Channel, CCTV Movie Channel, CCTV Sports Channel, CCTV Literature Channel, с 2000 года носят современные названия. В 2008 году открыта новая Штаб-квартира CCTV (построена по проекту Рема Колхаса).

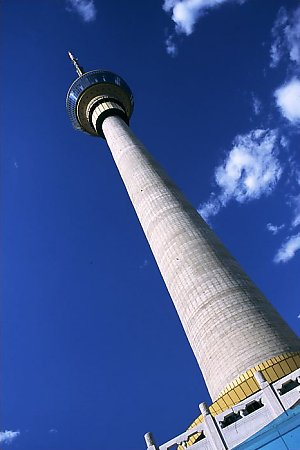
Телевизионная башня CCTV

## Каналы

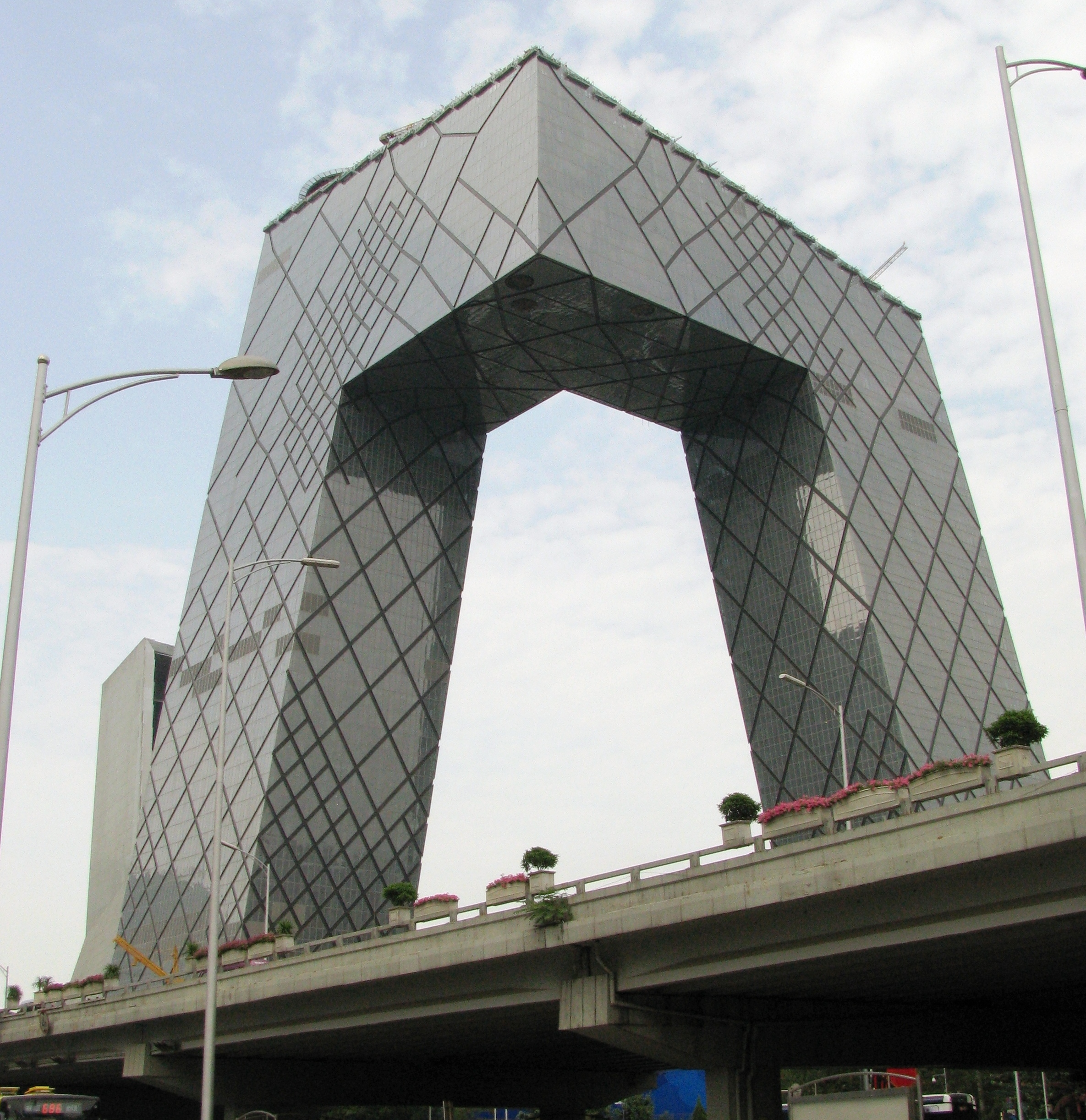
Новая штаб-квартира CCTV

Основные телеканалы CCTV называются по номерному порядку их запуска. Свои названия имеют платные каналы или предназначенные для вещания за рубежом.
Через сеть аффилиатов (например, XJTV) канал также вещает на казахском (арабское письмо), уйгурском, монгольском, киргизском, корейском языках на территории Китая.

### Общедоступные телеканалы
В состав CCTV входят 18 общедоступных телеканалов и один телеканал, предназначенный для международного вещания:
- CCTV-1 — универсальный (SDTV и HDTV)
- CCTV-2 — финансовый (SDTV и HDTV)
- CCTV-3 — искусство и развлечения (SDTV и HDTV)
- CCTV-4 — международный на китайском языке (SDTV и HDTV)
- CCTV-5 — спорт (SDTV и HDTV)
- CCTV-5+ — спорт+ (до 2020 года CCTV-HD, HDTV)
- CCTV-6 — кино (SDTV и HDTV)
- CCTV-7 — национальная оборона и армия (SDTV и HDTV)
- CCTV-8 — сериалы (SDTV и HDTV)
- CCTV-9 — документальные фильмы на китайском языке (SDTV и HDTV)
- CCTV-10 — наука и образование (SDTV и HDTV)
- CCTV-11 — китайская опера (SDTV и HDTV)
- CCTV-12 — общество и право (SDTV и HDTV)
- CCTV-13 — новости на китайском языке, SDTV и HDTV)
- CCTV-14 — детский (SDTV и HDTV)
- CCTV-15 — музыкальный (SDTV и HDTV)
- CCTV-16 — олимпийский (SDTV и HDTV)
- CCTV-17 — сельскохозяйственный (SDTV и HDTV)
- CCTV-4K (UHD) (кит. 中央广播电视总台4K超高清频道)
- CCTV-8K (UHD) (кит. 中央广播电视总台8K超高清频道)

### Телеканалы CGTN
- CGTN — на английском (бывший CCTV-9 и CCTV-NEWS, HDTV)
- CGTN-Español — на испанском (бывший CCTV-E и CCTV-Español, HDTV)
- CGTN-Français — на французском (бывший CCTV-F и CCTV-Français, HDTV)
- CGTN-العربية — на арабском (бывший CCTV-العربية, HDTV)
- CGTN-Русский — на русском (бывший CCTV-Русский, HDTV)
- CGTN Documentary — документальные фильмы на английском (бывший CCTV-9 Documentary, HDTV)

### Платные каналы
В составе CCTV действуют 14 телеканалов, доступных через кабельное и IPTV-вещание. С 1 января 2020 года все каналы перешли на вещание в HD-качестве, вещание SDTV-версий закончено 29 июня 2020 года в 4:00 по пекинскому времени (23:00 мск 28 июня 2020 года):
- China Television Shopping Channel (де-факто распространяется свободно через DTV)
- TV Guide (де-факто распространяется свободно через DTV)
- Storm Theater
- The First Theater
- Nostalgia Theater
- Storm Music
- Women’s Fashion
- Storm Football
- Golf & Tennis
- Billiards
- Weapon and Technology
- World Geography
- Culture of Quality
- Hygiene and Healthy

#### Бывшие каналы
Производство телеканалов передано группе компаний Central News Documentary Film Studio:
- Discovery (переименован в CNDF Outlook)
- Shinco Animation (переименован в CNDF Shinco Animation)
- Old Stories (переименован в CNDF Old Stories)
- Students (переименован в CNDF Middle Students)
- Securities Information

### Тематические зарубежные
- CCTV Entertainment
- CCTV Overseas Chinese opera
- CCTV Daifu (для вещания в Японии)